# 102-й меридіан східної довготи
102-й меридіан східної довготи — лінія довготи, що лежить на 102 градуси східніше Гринвіцького меридіана. Вона проходить від Північного полюса через Північний Льодовитий океан, Азію, Індійський океан, Південний океан та Антарктиду до Південного полюса.
102-й меридіан східної довготи формує велике коло разом із 78-мим меридіаном західної довготи.

## Список географічних об'єктів, що перетинає 102° сх. д.
Починаючи на Північному полюсі та рухаючись до Південного полюса, 102-й меридіан східної довготи проходить через:
| Координати                                                   | Країна, територія або море | Примітки |
| ------------------------------------------------------------ | -------------------------- | --- |
| 90°0′ пн. ш. 102°0′ сх. д. / 90.000° пн. ш. 102.000° сх. д.  | Північний Льодовитий океан | |
| 80°23′ пн. ш. 102°0′ сх. д. / 80.383° пн. ш. 102.000° сх. д. | Море Лаптєвих              | |
| 79°15′ пн. ш. 102°0′ сх. д. / 79.250° пн. ш. 102.000° сх. д. | Росія                      | Північна Земля — проходить через острів Більшовик                                                                                         |
| 78°11′ пн. ш. 102°0′ сх. д. / 78.183° пн. ш. 102.000° сх. д. | Карське море               | |
| 77°18′ пн. ш. 102°0′ сх. д. / 77.300° пн. ш. 102.000° сх. д. | Росія                      | |
| 51°23′ пн. ш. 102°0′ сх. д. / 51.383° пн. ш. 102.000° сх. д. | Монголія                   | |
| 42°17′ пн. ш. 102°0′ сх. д. / 42.283° пн. ш. 102.000° сх. д. | КНР                        | Внутрішня Монголія Ганьсу — приблизно на 14 км Внутрішня Монголія — приблизно на 23 км Ганьсу Цинхай Ганьсу Цинхай Ганьсу Сичуань Юньнань |
| 22°26′ пн. ш. 102°0′ сх. д. / 22.433° пн. ш. 102.000° сх. д. | Лаос                       | |
| 18°8′ пн. ш. 102°0′ сх. д. / 18.133° пн. ш. 102.000° сх. д.  | Таїланд                    | |
| 12°32′ пн. ш. 102°0′ сх. д. / 12.533° пн. ш. 102.000° сх. д. | Сіамська затока            | |
| 6°18′ пн. ш. 102°0′ сх. д. / 6.300° пн. ш. 102.000° сх. д.   | Таїланд                    | |
| 6°2′ пн. ш. 102°0′ сх. д. / 6.033° пн. ш. 102.000° сх. д.    | Малайзія                   | Проходить східніше Серембана |
| 2°22′ пн. ш. 102°0′ сх. д. / 2.367° пн. ш. 102.000° сх. д.   | Малаккська протока         | |
| 1°37′ пн. ш. 102°0′ сх. д. / 1.617° пн. ш. 102.000° сх. д.   | Індонезія                  | Проходить через острови Бенкаліс[de] та Суматра                                                                                           |
| 3°31′ пд. ш. 102°0′ сх. д. / 3.517° пд. ш. 102.000° сх. д.   | Індійський океан           | Проходить західніше острова Енгано, Індонезія                                                                                             |
| 60°0′ пд. ш. 102°0′ сх. д. / 60.000° пд. ш. 102.000° сх. д.  | Південний океан            | |
| 65°44′ пд. ш. 102°0′ сх. д. / 65.733° пд. ш. 102.000° сх. д. | Антарктида                 | Проходить через Австралійську антарктичну територію (претендує Австралія)                                                                 |